# Kolonnensystem
Als Kolonnensystem (engl. gang system) wird in der Geschichtsschreibung der Vereinigten Staaten ein Prinzip bezeichnet, nach dem amerikanische Pflanzer im 17., 18. und 19. Jahrhundert die Arbeit ihrer Sklaven organisierten. Sklaven, die im Kolonnensystem arbeiteten, wurden in kleinere oder größere Gruppen (quarters, squads, gangs) eingeteilt und mussten pro Tag eine bestimmte Anzahl von Stunden arbeiten, wobei sie von Aufsehern oder Vorarbeitern überwacht und angetrieben wurden.
Unterschieden wird das Kolonnensystem vom Aufgabensystem (engl. task system), bei dem die Sklaven an einem Tag eine definierte Menge von Arbeit erledigen mussten.

## Verbreitung
Das Kolonnensystem wurde besonders von solchen Pflanzern eingeführt, die im Profitinteresse die Arbeitszeit maximieren wollten, die ihre Sklaven im Feld verbrachten. Am stärksten verbreitet war das System beim Anbau von Tabak und kurzstapeliger Baumwolle.

## Besonderheiten des Kolonnensystems
Gegenüber dem Aufgabensystem hatte das Kolonnensystem für die Sklaven eine Reihe schwerwiegender Nachteile. Unter der Überwachung weißer Aufseher oder (deutlich seltener) angetrieben von schwarzen Vorarbeitern – eine Position, für die meist junge, kräftige Männer ausgewählt wurden – mussten auch schwächere Sklaven, Frauen und Kinder mit dem vorgegebenen Arbeitstempo Schritt halten. Auf manchen Plantagen wurde unter dem Kolonnensystem von Sonnenaufgang bis Sonnenuntergang gearbeitet. Unter solchen Bedingungen blieb den Sklaven kaum Zeit für die Bewirtschaftung eigener Gärten und landwirtschaftlicher Flächen.
Da die Sklaven unter dem Kolonnensystem kaum in der Lage waren, sich selbst zu versorgen, teilten die Pflanzer ihnen wöchentliche Lebensmittelrationen und jahreszeitliche Mengen an Kleidung zu. Ihre Selbstversorgung erhielten sie nur noch in kleinem Umfang aufrecht; sie hielten weiterhin Geflügel und besserten ihre Kost durch Jagd oder Fischerei auf. Gänzlich entfiel mit dem Kolonnensystem der Handel, den viele Sklaven bisher mit selbst produzierten landwirtschaftlichen oder handwerklichen Erzeugnissen getrieben hatten. Für eine solche Produktion auf eigene Rechnung fehlte unter dem Kolonnensystem sowohl die Arbeitszeit als auch der Markt. Infolgedessen konnten Sklaven auch kaum noch die Ressourcen erwerben, die nötig waren, um sich freizukaufen.
Mit dem Kolonnensystem entstand auf den Plantagen eine neue Mittelkaste weißer Arbeiter, die entweder als Handwerker beschäftigt wurden oder als Aufseher (engl. overseers) die Kolonnen antrieben und überwachten. Andere wurden eingesetzt, um entlaufene Sklaven wieder einzufangen. Die Aufseher wechselten häufig und gewannen nur selten das volle Vertrauen des Pflanzers. Infolgedessen erlangten manche schwarzen Vorarbeiter beträchtliche Autorität.
Seine schärfste Form nahm das Kolonnensystem im Tiefen Süden an, in dem eine Plantagenwirtschaft erst nach der Gründung der Vereinigten Staaten entstand. Den Pflanzern boten sich in diesem Grenzland enorm hohe Verdienstmöglichkeiten, gleichzeitig war die Konkurrenz jedoch so erdrückend, dass sich nur solche Pflanzer am Markt behaupten konnten, die die Arbeitskraft ihrer Sklaven effizient auszubeuten vermochten. Die schwarzen Vorarbeiter verloren hier an Bedeutung, während die der weißen Aufseher zunahm, die einen Ruf für Brutalität erwarben.